# Malasia en los Juegos Olímpicos de Tokio 2020
Malasia estuvo representada en los Juegos Olímpicos de Tokio 2020 por un total de 30 deportistas, 18 mujeres y 12 hombres, que compitieron en 10 deportes.
Los portadores de la bandera en la ceremonia de apertura fueron los jugadores de bádminton Lee Zii Jia y Goh Liu Ying.

## Medallistas
El equipo olímpico malasio obtuvo las siguientes medallas:
| Nombre                  | Deporte           | Competición |
| ----------------------- | ----------------- | ----------- |
| Oro                     |                   |             |
| —                       |                   |             |
| Plata                   |                   |             |
| Azizulhasni Awang       | Ciclismo en pista | Keirin M    |
| Bronce                  |                   |             |
| Aaron Chia Soh Wooi Yik | Bádminton         | Dobles M    |